# マリオ・ガンデルソナス
マリオI.ガンデルソナス （Mario I. Gandelsonas、1938年12月14日-　、アルゼンチンのブエノスアイレス生まれ）は、アメリカの建築家および都市理論家で、その専門分野はアーバニズムと記号論である。 
ガンデルソナスは、ダイアナ・アグレストとともに、ニューヨーク市を拠点とするアグレスト・アンド・ガンデルソナス・アーキテクツの創設パートナーである。建築方面の専門的な実践に加えて学者としても活躍。 彼は現在 プリンストン大学で1913年建築教室の教授を務めており、以前はイェール大学とハーバード大学大学院でも教鞭をとっていた。 

## 教育と初期の仕事
ガンデルソナスは、1938年12月14日、アルゼンチンのブエノスアイレスでリトアニア移民の息子として生まれた。 彼は1962年にブエノスアイレス大学を卒業し、1961年から1968年にかけてパリのデ・レシェルシュ・ド・ウルバニスメ・センターで教育を受けた。  1971年、アメリカの建築家ピーター・アイゼンマンは、ガンデルソナスを建築都市研究所 （IAUS）の客員研究員としてニューヨークに招いた。ガンデルソナスは1972年に研究員になり、研究所の建築ジャーナルOppositionsの創設編集者の1人を務めた。  ガンデルソナスは現在、 プリンストン大学建築クラスで学部長代理および1913年建築学講師を務めている。  

## 専門的実績
1980年、ガンデルソナスはダイアナ・アグレストと共にアグレストおよびガンデルソナス・アーキテクツの創設しパートナーとなる。 都市の独特の見方が彼の作品の基礎となっている。理論家として、ガンデルソナスはテキストのように都市の計画を読むことに基づくアーバニズムへのアプローチで知られているが、彼の印象的なアメリカの都市の分析図は、都市の形態を調査するためのトレードマークになっていく。1990年代初頭、デモイン市の都市計画作業への新しいアプローチとして「ビジョンプランニング」のコンセプトを開発した。  デモインビジョンプランには、 Western Gateway ParkとMartin Luther King Parkwayの2つの主要な提案が備わっており、2007年もはガンデルソナスは、新しいダウンタウン・デモイン計画プロジェクトを開発、彼のオリジナルのビジョン計画に基づいてジョン・アンド・メアリー・パパジョン・スカルプチャーパークと共にゲートウェイパークを完成させることにより   披露した。AgrestとGandelsonas Architectsによる他のプロジェクトは、ジャージーシティのリバティハーバーにあるリバティストリート、中国上海の徐家雲のマスタープランと都市デザイン、マンハッタンのウェストサイドとニューヨーク市のメルローズハウスコミュニティセンターのマスタープラン など。 

## 教育と研究
ガンデルソナスは、1973年から1984年まで建築都市研究所で教鞭をとり、1981年から1984年まで教育プログラムのディレクターを務めた。  その後、シカゴ建築都市研究所（1988-1990）のフェローとして、都市計画をテキストのように読むことに基づいて、シカゴ計画の計算分析を行い、都市計画へのアプローチを改善し、 The Urban Text （1992）とのタイトルで、策を公開。 10年間、ガンデルソナスは、ロサンゼルス、ボストン、シカゴ、デモイン、ニューヘブン、アトランティックシティなどのアメリカのいくつかの都市でのプロジェクトに、アーバニズムへの独自のアプローチを適用し続けた。そして研究の結果をX-Urbanism （1999）の本で発表し、建築とアメリカの都市との関係についての彼の理論を提示した。  
イェール大学教授、ハーバード大学大学院デザイン研究科の客員教授を経て、1991年にプリンストン大学の教授に就任し、以来1913年建築学教室で建築学講義を務めた。 1995年には上海の同済大学と共同の国際スタジオを開発。2012年まで続いたチャイナスタジオは、建築学部の上級大学院生に、別の文化の建築と都市の存在を直接探求する機会を提供した。  2013年には、サンパウロ大学との間に、デザインスタジオと都市インフラに関する研究を組み込んだ新しい共同プログラムを開始した。 
ガンデルソナスは、2007年にプリンストン大学の建築、アーバニズム、インフラストラクチャセンター（CAUI）の初代所長に就任し、2013年までポストを務める。プリンストン大学国際教育研究評議会からの資金提供を受けて、CAUIの使命は、21世紀の急速な都市成長の影響に焦点を当てた研究のグローバルネットワークを構築することである。また、ニュージャージー州を事例研究とするスロー・インフラストラクチャの提案して「公開 （2013）」、「 Garden [City] State （2013）」といった21世紀初頭には、公共スペースの問題を調べてエッセイ集にまとめ最初の2冊のCAUIの本を出版。 
現在、ガンデルソナスは、国際教育研究評議会が資金を提供するプログラムであるサンパウロ大学と提携し、研究ネットワーク「Fluvial Metropolis」のプリンストン大学のリーダーであった。2015年7月1日、 モニカ・ポンセ・デ・レオンが2016年1月1日に学部長に就任した2015年12月31日まで、彼は建築学部の学部長代理に任命された。  

## 栄誉と賞歴
ガンデルソナスは、広範囲にわたって講義を行い、北アメリカ、中央アメリカ、南アメリカからヨーロッパ、アジアとオーストラリアでのワークショップ、会議、シンポジウムに参加。作品は、ニューヨークステートAIAとニューヨークシティチャプターAIAの両方からExcellence in Design Awardsを含む多数の賞を受賞している。 ガンデルソナスは、ニューヨーク市立芸術協会「ニューヨーク市の最高の建築物」のマスターワークアワード、 および登録建築家協会ニューヨーク支部賞を受賞。2006年には、アメリカ建築家協会のフェローに選出。  

## 展示会
ガンデルソナスの作品は、世界中の美術館、ギャラリー、大学で展示されている。 主な所蔵館は次のとおり。現代美術館 、ロサンゼルス、 ウォーカーアートセンター 、ミネアポリス; ダラス美術館 ; フォッグ博物館 、ハーバード。レオカステッリギャラリー、ニューヨーク; ポンピドゥーセンター 、パリ;  ミラノトリエンナーレ ;フランクフルト建築博物館、西ドイツ。 サンフランシスコ近代美術館 ; Architectural League 、  New York and the Yale University School of Architecture Gallery。 彼の絵はニューヨーク近代美術館とサンフランシスコ近代美術館のコレクションにある  

## 刊行物
- アーバンテキスト 、MIT Press、1992
- Agrest and Gandelsonas、Works 、Princeton Architectural Press、1996
- X-アーバニズム 、建築とアメリカの都市、プリンストンアーキテクチュラルプレス、1999
- Shanghai Reflections 、Princeton Architectural Press 2002
- 公共を求めて、アメリカの都市に関するノート 、CAUI出版物、アイランド・プレス、2013年
- Garden [City] State、Slow Infrastructure for New Jersey 、CAUI Publications、Island Press 2013